# Vaixell de paletes

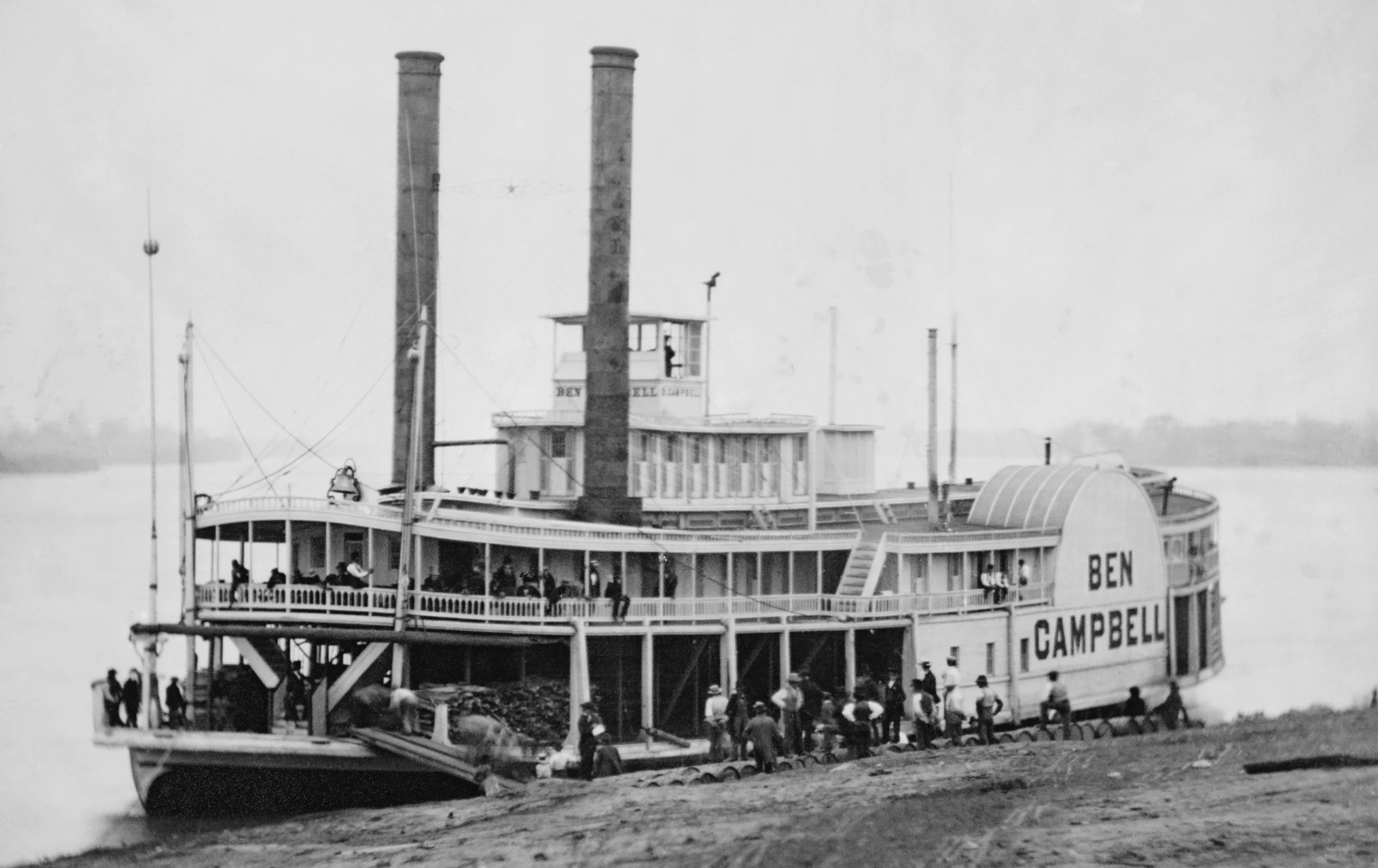
Vapor de rodes cap a 1850.

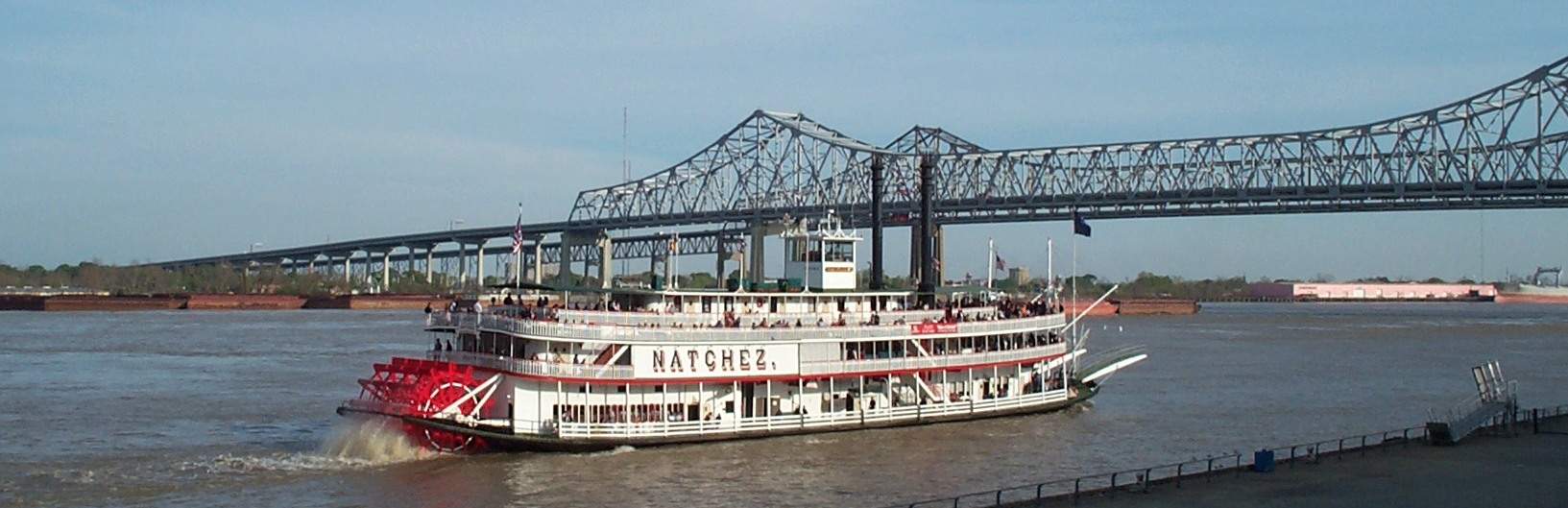
Un vapor de rodes a Louisiana.

El vapor de rodes és un tipus de vaixell que porta unes rodes amb paletes situades generalment a banda i banda del buc, o a la popa, disseny que durant un temps es va estendre molt. Al principi aquests vaixells portaven pals amb veles al mateix temps, sobretot els vapors transoceànics. Cert tipus de vapor fluvial portava una sola roda a la popa en comptes de rodes laterals.
El 1807 Robert Fulton va botar el seu vapor  Clermont  i va recórrer amb ell els 240 km que separen Nova York d'Albany solcant el riu Hudson. Amb aquest mateix vaixell, s'establiria el primer servei regular a vapor.
Amb el pas del temps aquest tipus de vaixell donaria pas a alguns dels vaixells més famosos de tots els temps, els vapors de rodes fluvials, com els que van circular pel Mississipi i el Misouri. Els vapors d'aquest tipus van tenir tant èxit que aviat van ser usats en molts dels grans rius del planeta, com els que van ser portats al Congo durant l'època colonial. Al segle xix grans vapors de rodes van ser transportats peça a peça a coll de portadors des de la costa fins a la zona navegable del riu Congo per salvar les temibles cascades de Livingstone.
Exemples de vapors de rodes a Espanya van ser el  Colom , el  Pizarro  i el  Blasco de Garay  de l'Armada Espanyola.
La introducció de les hèlixs helicoïdals va suposar que molts vells vaixells de rodes fossin desarmats i donats de baixa, i es substituïssin per vaixells equipats amb màquines de vapor dotades d'una transmissió amb hèlix submergida. A principis del segle xx, la majoria dels vapors de rodes oceànics van ser desballestats. No obstant això, alguns d'aquests vaixells han sobreviscut fins als nostres dies en el transport fluvial.